# Antoine Blanchard
Pour les articles homonymes, voir Blanchard.
Ne doit pas être confondu avec Esprit Antoine Blanchard.
Antoine Blanchard, de son vrai nom Marcel Masson, est un peintre paysagiste français, né dans un village des bords de la Loire le 15 novembre 1910 et mort le 10 août 1988.

## Biographie
Né dans une famille de petit industriel en menuiserie. Il apprend le dessin à Blois et intègre l'École des beaux-arts de Rennes en 1929. Trois ans plus tard, en 1932, il s'inscrit  à l'École nationale supérieure des beaux-arts de  Paris.
Reconnu par ses pairs, il obtient, après trois années d'études, le Prix de Rome en 1935. 
Il a servi dans l'armée française dans la Seconde Guerre mondiale. Après la guerre, il a remporté un prix du ministre français des Beaux-Arts et exposées dans les meilleures galeries à Paris.
Son père le rappelant auprès de lui pour s'occuper de l'entreprise familiale, il va pratiquement abandonner le dessin qu'il ne reprendra qu'en 1948. Marcel Masson commence sa carrière comme décorateur pour le théâtre et le cinéma. Il est ensuite conseillé par Vlaminck lorsqu'il aborde la peinture de chevalet. Les murs de Montmartre et de la banlieue sont ses sujets de prédilection dans un style qui évoque les œuvres de l'artiste Japonais Oguiss. La galerie Marie Wild l'a accroché à ses cimaises. Au salon de 1958, il expose trois toiles : Rue des Norvins sous la neige, Mairie du Vieux-Montmartre et Devant l'église Saint-Pierre.
Afin de séduire une clientèle américaine, il adopte une palette plus claire et peint des scènes du Paris des années 1900. Nombre des sujets et de scènes qu'il a peintes sont issues d'une collection d'images des rues de Paris de la fin du XIXe siècle. Il adopte, en feuilletant au hasard le bottin, un pseudonyme et signe « Antoine Blanchard » ; il va alors se lancer dans une production effrénée de toiles de qualité, dans un style mettant en scène le Paris de la Belle Époque influencé par l'art d'Eugène Galien-Laloue. Son succès est instantané et ne se démentira pas. Les toiles signées de son pseudonyme jouissent d'une cote importante, par comparaison avec les peintures plus intimistes signées de son vrai nom.
Il décède à l'âge de 78 ans.

## Œuvres

### Dessins - Aquarelles - Lithographies
- N - D - Arc de Triomphe Litho, S et N°, Edt à 200 ex Dim ; papier : 54 × 75 cm, dessin : 44 cm × 55 cm

### Peintures
- N - D -  Place de la Madeleine, 61 × 91,4 cm
- N - D -   Notre Dame et le Quai Saint-Michel,  50,8 × 61 cm
- N - D -   Arc de Triomphe,  33 × 45,7 cm
- N - D -   Boulevard de la Madeleine,  61 × 91,4 cm
- N - D -   Les Grands Boulevards à Paris,  45,7 × 53,3 cm
- N - D -   Place de la Madeleine avec un marché aux fleurs, 59,7 × 91,4 cm, Christie's South Kensington Juin 2003
- N - D - Avenue des Champs-Élysées, 59,7 × 91,4 cm, Bonhams&Butterfields Mai 2006
- N - D - Le Panthéon, 33 × 45,7 cm ,Coll Darvish

À ce jour plus de cinq cents tableaux sont recensés.

## Expositions - Musées
Acquisition de cinq toiles de Marcel Masson par la Mairie de Paris.
Marcel Masson a été exposé à La Galerie Marie WILD, au Salon des Indépendants (dont il était sociétaire), mais également au Salon d'Hiver, aux salons Populistes, à la Nationale des Beaux Arts.
- 1979 - Café de la Paix à Paris
- 1988 - Exposition Antoine Blanchard à Chicago sur le Paris de la Belle Époque, galerie Wally Findlay, édition d'une brochure illustrée de 23 œuvres en couleurs.